# Cerococcus pocilliferus
Cerococcus pocilliferus är en insektsart som beskrevs av Neves 1954. Cerococcus pocilliferus ingår i släktet Cerococcus och familjen Cerococcidae. Inga underarter finns listade i Catalogue of Life.